# Artomyces pyxidatus
Clavicorona pyxidata · Clavaire en chandelier, Clavaire couronnée
Espèce
Artomyces pyxidatus, la Clavaire en chandelier, Clavaire couronnée, ou encore Clavaire à pyxides est une espèce de champignons basidiomycètes de l'ordre des Russulales. Sa principale caractéristique est la forme en couronne de l'extrémité de ses rameaux. L'épithète pyxidatus, qui signifie «  en forme de boîte » se réfèrerait à cet aspect.

## Synonymes
- Artomyces pyxidatus (Pers.) Jülich 1982
- Artomyces pyxidatus f. luteovirescens Franchi & M. Marchetti
- Calocera digitata Cooke & Massée
- Clavaria petersii Berk. & MA Curtis
- Clavaria pyxidata Pers.
- Clavaria pyxidata var. asperospora SGM Fawc.
- Clavicorona coronata (Schwein.) Doty
- Clavicorona pyxidata (Pers.) Doty
- Merisma pyxidatum (Pers.) Spreng.
- Ramaria pyxidata (Pers.) Quél.

## Description
Le champignon produit ses fructifications, qui ressemblent à du corail, sur du bois en décomposition.
La couleur va du blanc-crème au semi-brun. Il se présente sous la forme d'un buisson abondamment ramifié, de 5 à 15 cm de hauteur. Ses rameaux, très typiques, se terminent en anneaux ayant l'aspect d'une couronne. Le pied est court et large, souvent pubescent,. Les basides et les basidiospores sont produites à la surface des nombreuses branches.
Artomyces pyxidatus peut se confondre avec Ramaria, en particulier avec Ramaria stricta. L'élégante ramification et les spores plus petites permettent de les distinguer.

## Habitat et répartition
Artomyces pyxidatus pousse en fin d'été et en automne sur des souches, principalement de feuillus tels que le peuplier, le tremble et le saule. On le trouve en Amérique du Nord, en Amérique centrale et en Europe du Nord. En Europe, il est répandu sans être pour autant commun depuis la France à la République tchèque et au nord jusqu'en Laponie finlandaise. Il est extrêmement rare au Royaume-Uni.

## Utilisation
La clavaire en chandelier est généralement considérée comme un comestible médiocre. Sa chair est sans odeur et de saveur âcre,.  En Amérique du Nord, où on la trouve souvent en trop faible quantité pour en faire un repas, un guide culinaire conseille de la servir frite en omelette ou avec des pommes de terre.